# Tribolumineszcencia

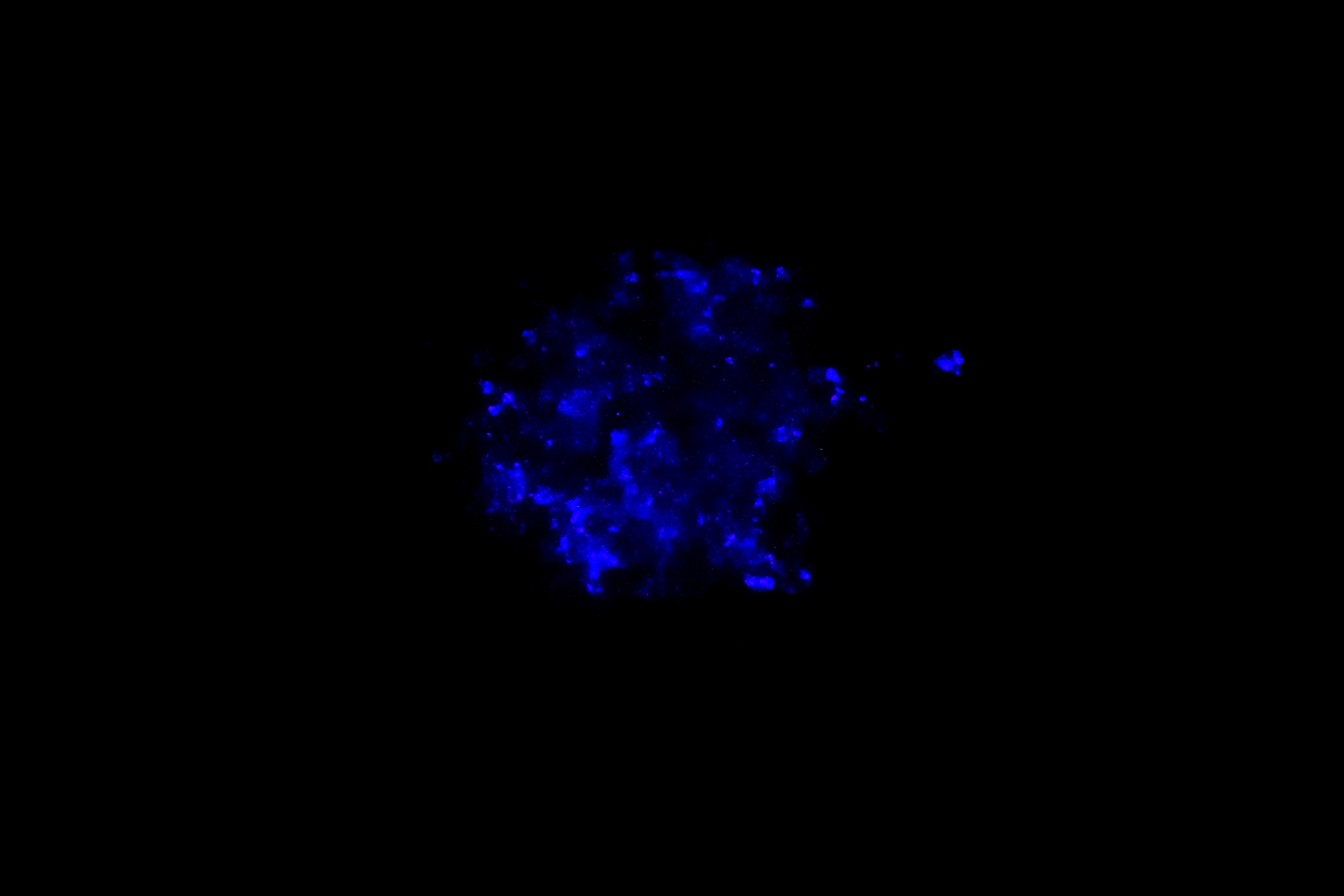
Tribolumineszcencia kristályos formájú nikotin-szalicilátban

Egyes anyagok fényt bocsátanak ki magukból, ha megkarcolják, megdörzsölik vagy összetörik őket. A jelenséget a görög tribein (dörzsölni) és a latin lumen (fény) szavak összetételéből tribolumineszcenciának nevezik.

## A fény keletkezése
Jelenlegi ismereteink szerint a jelenséget az elektromos töltések szétválasztása és egyesülése okozza. Az aszimmetrikus kristályszerkezetű anyagok törésekor töltések választódnak szét. A töltések újraegyesülésük során ionizálják a levegőt, ez okozza a fényvillanást.
A kutatások számos esetben azt mutatják, hogy a rossz vezetőképességű és aszimmetrikus szerkezetű kristályok tribolumineszcensek. Emellett vannak olyan tribolumineszcens anyagok is, amelyek szerkezete szimmetrikus, a feltételezések szerint ekkor az anyagban található szennyeződések biztosítják a szükséges aszimmetriát.

## Tribolumineszcens anyagok
- A gyémántok dörzsölés hatására (például csiszolás vagy vágás közben) piros vagy kék fényt bocsáthatnak ki.
- Egyes kvarcokat összeütve narancssárga, illetve cukorkristályokat összetörve fehér fény figyelhető meg.
- Fényt bocsátanak ki egyes ragasztószalagok és kötszerek akkor, ha hirtelen mozdulattal választják le őket a tekercsről. 1953-ban szovjet kutatók vizsgálták a jelenséget, ekkor figyelték meg, hogy a vákuumban letekert ragasztószalag nem csak látható fényt, hanem röntgensugarakat is kibocsát.
- Egyes öntapadós borítékoknál a ragasztós felületek gyors szétválasztásakor kékes fény látható.
- A Wint-O-Green Life Savers cukorka összeroppantáskor kék fényt bocsát ki. A cukorban található wintergreen olaj (metil-szalicilát) fluoreszcens, ultraviola fényt alakít át kék fénnyé.